# Зюдґеленде
Природний парк Зюдґеленде (нім. Natur-Park Südgelände) — громадський парк, розташований у районі Темпельгоф-Шенеберг у Берліні. Парк, площею 18 гектарів, розташований на території колишньої залізничної сортувальної станції Темпельгоф залізничному дворі. Парк відомий  поєднанням дикої природи, залізничних споруд на стадії занепаду та мистецтва.

## Історія
У 1889 році побудовано сортувальну станцію Темпельгоф, і до 1930-х років її кілька разів розширювали. У 1931 році збудовано локомотивне депо. Після закриття залізничної станції Берлін-Ангальтер у 1952 році, було закрито західну частину сортувальної станції. Природа почала завойовувати занедбану станцію і колії. Тим не менше, Deutsche Reichsbahn продовжувала використовувати східну частину станції в обмежених обсягах. Наприкінці 1970-х років було запропоновано побудувати на цьому місці нову вантажну станцію, однак ці пропозиції зустріли опір спільноти і було остаточно відкинуті в 1989 році. У 1995 році Deutsche Bahn пожертвував ділянку берлінській міській владі як компенсацію за інші екологічні наслідки діяльності компанії. Державна фірма Grün Berlin відповідала за розширення, і отримала фінансову допомогу від Allianz Umweltstiftung (Фундація довкілля Allianz).
Парк був офіційно відкритий у 1999 році і став проектом Expo 2000.

## Флора і фауна
Парк відомий як середовище існування великої кількості видів рослин, тварин і комах, багато з яких перебуває під загрозою зникнення. Більша частина парку має рудеральну рослинність. У парку живе 366 різних видів папоротей і сперматофітів, 49 видів грибів, 49 видів птахів, 14 видів коника та цвіркуна, 57 видів павуків і 95 видів бджіл, з яких понад 60 перебувають під загрозою зникнення.

## Мистецтво і занедбані залізничні споруд

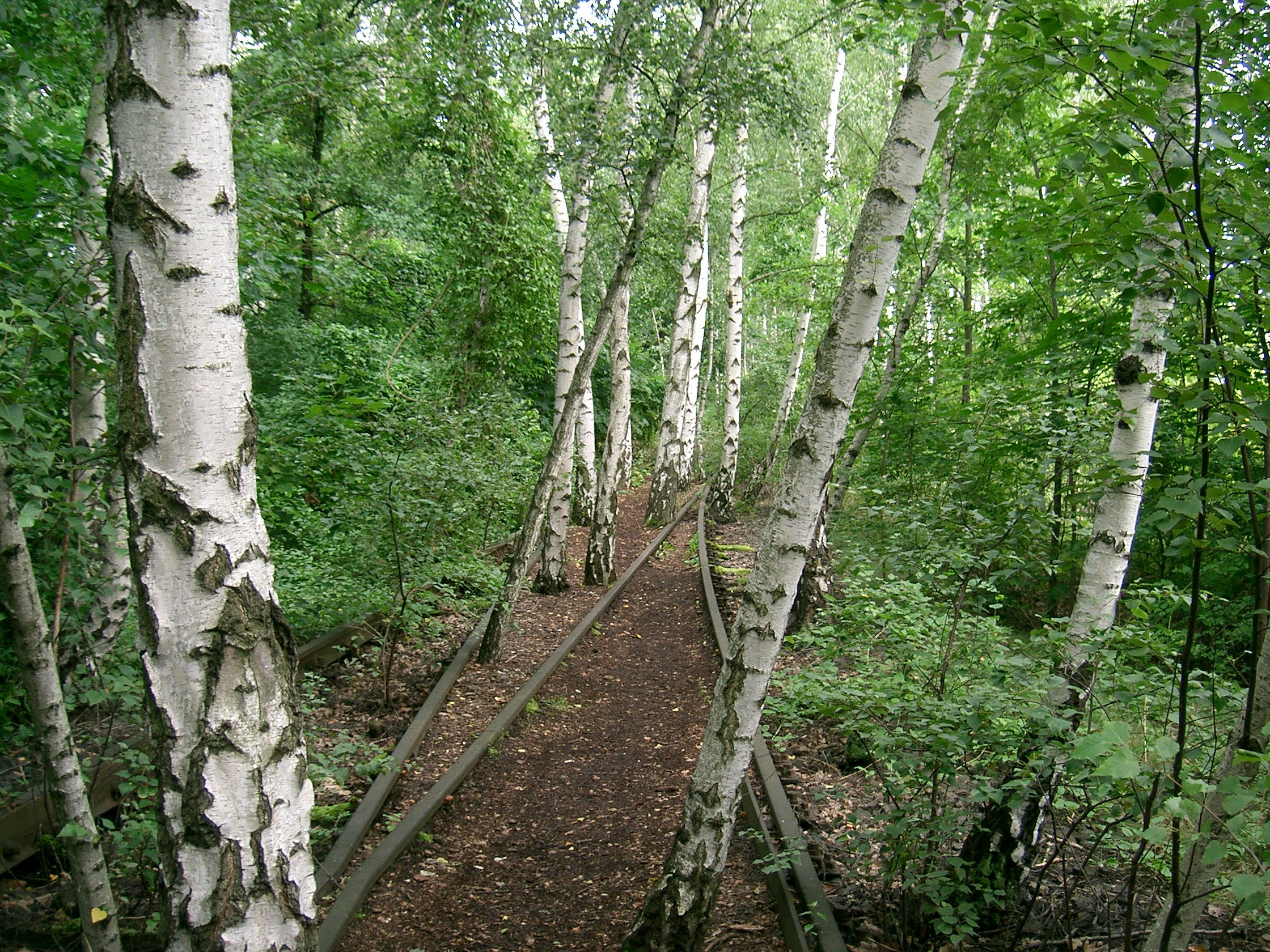
Колишня залізнична колія

У парку можна побачити більшу частину колишньої залізничної інфраструктури. Паровоз DRB Class 50 і фонограф нагадують про колишнє локомотивне депо, тоді як у південно-західній частині парку залишаються два великі літальні вузли (Überwerfungsbauwerk). На території парку також є 50-метрова водонапірна вежа, збудована в 1927 році, великий паровозний зал, який часто використовується для театральних і танцювальних заходів та перформансів, у тому числі Berliner Festspiele.
У парку наявні безліч арт-інсталяцій і скульптур художньої групи Odious. У виданні 2014 року Springer Science+Business Media під назвою Nature Policies and Landscape Policies: Towards an Alliance їх названо «характерним елементом парку».